# Ligue 1 2019/2020
Ligue 1 2019/2020 var den 82:e säsongen av franska högsta ligan i fotboll. Säsongen startade den 9 augusti 2019 och avslutades i förtid den 28 april 2020.
Den 13 mars 2020 pausades Ligue 1-säsongen på grund av de rådande omständigheterna orsakade av Covid-19-pandemin. Den 28 april 2020 meddelades det att Ligue 1 inte skulle återupptas efter att Frankrike förbjudit alla former av idrott fram till september. Den 30 april 2020 blev Paris Saint-Germain tilldelade mästartiteln. PSG ledde serien med 12 poäng ner till tvåan samt med en match mindre spelad när säsongen pausades. Marseille och Rennes tilldelades de övriga två platserna i Champions League.
Den 9 juni 2020 beslutade Frankrikes högsta administrativa domstol, Conseil d'État, att Amiens och Toulouse nedflyttningar från Ligue 1 hade stoppats. Efter en omröstning med representanter från samtliga Ligue 1-klubbar den 23 juni 2020 togs det dock ett beslut om att Amiens och Toulouse blev nedflyttade till Ligue 2 2020/2021.

## Lag

### Arenor
| Lag           | Ort               | Arena                         | Kapacitet | Placering 2018/2019 |
| ------------- | ----------------- | ----------------------------- | --------- | ------------------- |
| Amiens        | Amiens            | Stade de la Licorne           | 12 097    | 15                  |
| Angers        | Angers            | Stade Raymond Kopa            | 18 752    | 13                  |
| AS Monaco     | Monaco            | Stade Louis II                | 18 523    | 17                  |
| Bordeaux      | Bordeaux          | Matmut Atlantique             | 42 115    | 14                  |
| Brest         | Brest             | Stade Francis-Le Blé          | 15 931    | 2 (L2)              |
| Dijon         | Dijon             | Stade Gaston Gérard           | 15 995    | 18                  |
| Lille         | Villeneuve-d'Ascq | Stade Pierre-Mauroy           | 50 186    | 2                   |
| Lyon          | Décines-Charpieu  | Groupama Stadium              | 59 186    | 3                   |
| Marseille     | Marseille         | Orange Vélodrome              | 67 394    | 5                   |
| Metz          | Metz              | Stade Saint-Symphorien        | 25 636    | 1 (L2)              |
| Montpellier   | Montpellier       | Stade de la Mosson            | 32 900    | 6                   |
| Nantes        | Nantes            | Stade de la Beaujoire         | 35 322    | 12                  |
| Nice          | Nice              | Allianz Riviera               | 35 624    | 7                   |
| Nîmes         | Nîmes             | Stade des Costières           | 18 482    | 9                   |
| PSG           | Paris             | Parc des Princes              | 48 583    | 1                   |
| Reims         | Reims             | Stade Auguste Delaune         | 21 684    | 8                   |
| Rennes        | Rennes            | Roazhon Park                  | 29 778    | 10                  |
| Saint-Étienne | Saint-Étienne     | Stade Geoffroy-Guichard       | 41 965    | 4                   |
| Strasbourg    | Strasbourg        | Stade de la Meinau            | 29 230    | 11                  |
| Toulouse      | Toulouse          | Stadium Municipal de Toulouse | 33 150    | 16                  |

### Klubbinformation
| Lag                 | Tränare             | Kapten              | Ställtillverkare | Tröjsponsor                            |
| ------------------- | ------------------- | ------------------- | ---------------- | -------------------------------------- |
| Amiens              | Luka Elsner         | Prince-Désir Gouano | Puma             | Intersport                             |
| Angers              | Stéphane Moulin     | Ismaël Traoré       | Kappa            | Scania (H), Bodet (B)                  |
| Bordeaux            | Paulo Sousa         | Benoît Costil       | Puma             | Bistro Régent, Winamax (3)             |
| Brest               | Olivier Dall'Oglio  | Gaëtan Belaud       | Nike             | Quéguiner (H), Yaourts Malo (B)        |
| Dijon               | Stéphane Jobard     | Júlio Tavares       | Lotto            | Roger Martin (H), Suez (A & 3)         |
| Lille               | Christophe Galtier  | José Fonte          | New Balance      | Boulanger                              |
| Lyon                | Rudi Garcia         | Memphis Depay       | Adidas           | Hyundai, Veolia (Europa)               |
| Marseille           | André Villas-Boas   | Steve Mandanda      | Puma             | Uber Eats                              |
| Monaco              | Robert Moreno       | Kamil Glik          | Kappa            | Fedcom                                 |
| Metz                | Vincent Hognon      | Renaud Cohade       | Nike             | Car Avenue                             |
| Montpellier         | Michel Der Zakarian | Vitorino Hilton     | Nike             | PasinoBet                              |
| Nantes              | Christian Gourcuff  | Abdoulaye Touré     | New Balance      | Synergie                               |
| Nice                | Patrick Vieira      | Dante               | Macron           | Ineos                                  |
| Nîmes               | Bernard Blaquart    | Anthony Briançon    | Puma             | Hectare                                |
| Paris Saint-Germain | Thomas Tuchel       | Thiago Silva        | Nike             | Accor                                  |
| Reims               | David Guion         | Alaixys Romao       | Umbro            | Maisons France Confort (H), Hexaom (B) |
| Rennes              | Julien Stéphan      | Damien Da Silva     | Puma             | Samsic                                 |
| Saint-Étienne       | Claude Puel         | Loïc Perrin         | Le Coq Sportif   | Aesio                                  |
| Strasbourg          | Thierry Laurey      | Stefan Mitrović     | Adidas           | ÉS Énergies (H), CroisiEurope (B)      |
| Toulouse            | Denis Zanko         | Max Gradel          | Joma             | Triangle Interim                       |

- (H) = Hemmaställ, (B) = Bortaställ, (3) = Tredjeställ

### Tränarförändringar
| Lag           | Dåvarande tränare    | Anledning till förändring          | Datum            | Ligaposition | Ny tränare         | Anställningsdatum |
| ------------- | -------------------- | ---------------------------------- | ---------------- | ------------ | ------------------ | ----------------- |
| Brest         | Jean-Marc Furlan     | Utgånget kontrakt                  | 17 maj 2019      | Försäsong    | Olivier Dall'Oglio | 26 maj 2019       |
| Metz          | Frédéric Antonetti   | Avgick på grund av personliga skäl | 18 maj 2019      | Försäsong    | Vincent Hognon     | 18 maj 2019       |
| Lyon          | Bruno Génésio        | Utgånget kontrakt                  | 25 maj 2019      | Försäsong    | Sylvinho           | 25 maj 2019       |
| Saint-Étienne | Jean-Louis Gasset    | Utgånget kontrakt                  | 25 maj 2019      | Försäsong    | Ghislain Printant  | 25 maj 2019       |
| Marseille     | Rudi Garcia          | Avgick                             | 25 maj 2019      | Försäsong    | André Villas-Boas  | 28 maj 2019       |
| Amiens        | Christophe Pélissier | Värvad av Lorient                  | 29 maj 2019      | Försäsong    | Luka Elsner        | 19 juni 2019      |
| Dijon         | Antoine Kombouaré    | Avgick                             | 10 juni 2019     | Försäsong    | Stéphane Jobard    | 20 juni 2019      |
| Nantes        | Vahid Halilhodžić    | Ömsesidigt avsked                  | 2 augusti 2019   | Försäsong    | Christian Gourcuff | 8 augusti 2019    |
| Saint-Étienne | Ghislain Printant    | Avskedad                           | 4 oktober 2019   | 19:e         | Claude Puel        | 4 oktober 2019    |
| Lyon          | Sylvinho             | Avskedad                           | 7 oktober 2019   | 14:e         | Rudi Garcia        | 14 oktober 2019   |
| Toulouse      | Alain Casanova       | Ömsesidigt avsked                  | 10 oktober 2019  | 18:e         | Antoine Kombouaré  | 14 oktober 2019   |
| Monaco        | Leonardo Jardim      | Avskedad                           | 28 december 2019 | 7:e          | Robert Moreno      | 28 december 2019  |
| Toulouse      | Antoine Kombouaré    | Avskedad                           | 5 januari 2020   | 20:e         | Denis Zanko        | 6 januari 2020    |

## Tabeller

### Poängtabell
| Nr | Lag                      | S  | V  | O  | F  | GM | IM | MS  | P  |
| -- | ------------------------ | -- | -- | -- | -- | -- | -- | --- | -- |
| 1  | Paris Saint-Germain (RM) | 27 | 22 | 2  | 3  | 75 | 24 | +51 | 68 |
| 2  | Marseille                | 28 | 16 | 8  | 4  | 41 | 29 | +12 | 56 |
| 3  | Rennes                   | 28 | 15 | 5  | 8  | 38 | 24 | +14 | 50 |
| 4  | Lille                    | 28 | 15 | 4  | 9  | 35 | 27 | +8  | 49 |
| 5  | Nice                     | 28 | 11 | 8  | 9  | 41 | 38 | +3  | 41 |
| 6  | Reims                    | 28 | 10 | 11 | 7  | 26 | 21 | +5  | 41 |
| 7  | Lyon                     | 28 | 11 | 7  | 10 | 42 | 27 | +15 | 40 |
| 8  | Montpellier              | 28 | 11 | 7  | 10 | 35 | 34 | +1  | 40 |
| 9  | AS Monaco                | 28 | 11 | 7  | 10 | 44 | 44 | 0   | 40 |
| 10 | Strasbourg               | 27 | 11 | 5  | 11 | 32 | 32 | 0   | 38 |
| 11 | Angers                   | 28 | 11 | 6  | 11 | 28 | 33 | −5  | 39 |
| 12 | Bordeaux                 | 28 | 9  | 10 | 9  | 40 | 34 | +6  | 37 |
| 13 | Nantes                   | 28 | 11 | 4  | 13 | 28 | 31 | −3  | 37 |
| 14 | Brest (U)                | 28 | 8  | 10 | 10 | 34 | 37 | −3  | 34 |
| 15 | Metz (U)                 | 28 | 8  | 10 | 10 | 27 | 35 | −8  | 34 |
| 16 | Dijon                    | 28 | 7  | 9  | 12 | 27 | 37 | −10 | 30 |
| 17 | Saint-Étienne            | 28 | 8  | 6  | 14 | 29 | 45 | −16 | 30 |
| 18 | Nîmes                    | 28 | 7  | 6  | 15 | 29 | 44 | −15 | 27 |
| 19 | Amiens                   | 28 | 4  | 11 | 13 | 31 | 50 | −19 | 23 |
| 20 | Toulouse                 | 28 | 3  | 4  | 21 | 22 | 58 | −36 | 13 |

### Resultattabell
| Hemma \ Borta | AMI | ANG | BOR | BRE | DIJ | LIL | OL  | OM  | MET | ASM | MON | FCN | NIC | NMS | PSG | REI | REN | STE | STR | TFC |
| ------------- | --- | --- | --- | --- | --- | --- | --- | --- | --- | --- | --- | --- | --- | --- | --- | --- | --- | --- | --- | --- |
| Amiens        | —   | —   | 1–3 | 1–0 | 1–1 | 1–0 | 2–2 | 3–1 | 0–1 | 1–2 | 1–2 | 1–2 | —   | —   | 4–4 | 1–1 | —   | —   | 0–4 | 0–0 |
| Angers        | 1–1 | —   | 3–1 | 0–1 | 2–0 | 0–2 | —   | 0–2 | 3–0 | 0–0 | 1–0 | 2–0 | 1–1 | 1–0 | —   | 1–4 | —   | 4–1 | 1–0 | —   |
| Bordeaux      | —   | —   | —   | 2–2 | 2–2 | —   | 1–2 | 0–0 | 2–0 | 2–1 | 1–1 | 2–0 | 1–1 | 6–0 | 0–1 | —   | —   | 0–1 | 0–1 | —   |
| Brest         | 2–1 | 0–1 | 1–1 | —   | 2–0 | —   | 2–2 | —   | 2–0 | —   | —   | 1–1 | 0–0 | —   | 1–2 | 1–0 | 0–0 | 3–2 | 5–0 | 1–1 |
| Dijon         | —   | —   | 0–2 | 3–0 | —   | 1–0 | —   | 0–0 | 2–2 | 1–1 | 2–2 | 3–3 | —   | 0–0 | 2–1 | —   | 2–1 | 1–2 | 1–0 | 2–1 |
| Lille         | —   | 2–1 | 3–0 | 1–0 | 1–0 | —   | 1–0 | 1–2 | 0–0 | —   | 2–1 | 2–1 | —   | 2–2 | 0–2 | —   | 1–0 | 3–0 | 2–0 | 3–0 |
| Lyon          | 0–0 | 6–0 | 1–1 | —   | 0–0 | 0–1 | —   | —   | 2–0 | —   | —   | 0–1 | 2–1 | —   | 0–1 | —   | 0–1 | 2–0 | 1–1 | 3–0 |
| Marseille     | 2–2 | 0–0 | 3–1 | 2–1 | —   | 2–1 | 2–1 | —   | —   | —   | 1–1 | 1–3 | —   | 3–1 | —   | 0–2 | 1–1 | 1–0 | 2–0 | 1–0 |
| Metz          | 1–2 | —   | 1–2 | —   | —   | —   | 0–2 | 1–1 | —   | 3–0 | 2–2 | 1–0 | —   | 2–1 | 0–2 | 1–1 | 0–1 | 3–1 | 1–0 | 2–2 |
| Monaco        | 3–0 | 1–0 | —   | 4–1 | 1–0 | 5–1 | 0–3 | 3–4 | —   | —   | 1–0 | —   | 3–1 | 2–2 | 1–4 | 1–1 | 3–2 | —   | 1–3 | —   |
| Montpellier   | 4–2 | 0–0 | —   | 4–0 | 2–1 | —   | 1–0 | —   | 1–1 | 3–1 | —   | —   | 2–1 | 1–0 | 1–3 | —   | 0–1 | 1–0 | 3–0 | 3–0 |
| Nantes        | —   | 1–2 | 0–1 | —   | 1–0 | 0–1 | —   | 0–0 | 0–0 | 0–1 | 1–0 | —   | 1–0 | —   | 1–2 | 1–0 | 1–0 | 2–3 | —   | 2–1 |
| Nice          | 2–1 | 3–1 | 1–1 | 2–2 | 2–1 | 1–1 | 2–1 | 1–2 | 4–1 | 2–1 | —   | —   | —   | 1–3 | 1–4 | 2–0 | 1–1 | —   | —   | 3–0 |
| Nîmes         | 1–1 | 1–0 | —   | 3–0 | 2–0 | —   | 0–4 | 2–3 | 1–1 | 3–1 | —   | 0–1 | 1–2 | —   | —   | 2–0 | 0–1 | 0–1 | —   | 1–0 |
| Paris SG      | 4–1 | 4–0 | 4–3 | —   | 4–0 | 2–0 | 4–2 | 4–0 | —   | 3–3 | 5–0 | 2–0 | —   | 3–0 | —   | 0–2 | —   | —   | 2–0 | 4–0 |
| Reims         | —   | 0–0 | 1–1 | 1–0 | 1–2 | 2–0 | 1–1 | —   | 0–1 | 0–0 | 1–0 | —   | 1–1 | 0–0 | —   | —   | 1–0 | 3–1 | 0–0 | —   |
| Rennes        | 3–1 | 2–1 | 1–0 | 0–0 | —   | 1–1 | —   | 0–1 | —   | —   | 5–0 | 3–2 | 1–2 | 2–1 | 2–1 | 0–1 | —   | 2–1 | —   | 3–2 |
| Saint-Étienne | 2–2 | —   | 1–1 | 1–1 | —   | —   | 1–0 | 0–2 | 0–1 | 1–0 | 0–0 | 0–2 | 4–1 | 2–1 | 0–4 | 1–1 | —   | —   | —   | 2–2 |
| Strasbourg    | 0–0 | —   | —   | —   | —   | 1–2 | 1–2 | —   | 1–1 | 2–2 | 1–0 | 2–1 | 1–0 | 4–1 | —   | 3–0 | 0–2 | 2–1 | —   | 4–2 |
| Toulouse      | 2–0 | 0–2 | 1–3 | 2–5 | 1–0 | 2–1 | 2–3 | 0–2 | —   | 1–2 | —   | —   | 0–2 | —   | —   | 0–1 | 0–2 | —   | 0–1 | —   |

## Säsongsstatistik

### Skytteligan
| Rank | Spelare           | Klubb               | Mål |
| ---- | ----------------- | ------------------- | --- |
| 1    | Wissam Ben Yedder | Monaco              | 18  |
| 1    | Kylian Mbappé     | Paris Saint-Germain | 18  |
| 3    | Moussa Dembélé    | Lyon                | 16  |
| 4    | Neymar            | Paris Saint-Germain | 13  |
| 4    | Victor Osimhen    | Lille               | 13  |
| 6    | Habib Diallo      | Metz                | 12  |
| 6    | Mauro Icardi      | Paris Saint-Germain | 12  |
| 8    | Darío Benedetto   | Marseille           | 11  |
| 8    | Kasper Dolberg    | Nice                | 11  |
| 10   | Denis Bouanga     | Saint-Étienne       | 10  |
| 10   | M'Baye Niang      | Rennes              | 10  |

### Assistligan
| Rank | Spelare             | Klubb               | Assist |
| ---- | ------------------- | ------------------- | ------ |
| 1    | Ángel Di María      | Paris Saint-Germain | 14     |
| 2    | Islam Slimani       | Monaco              | 8      |
| 3    | Yoann Court         | Brest               | 7      |
| 4    | Jonathan Ikoné      | Lille               | 6      |
| 4    | Pierre Lees-Melou   | Nice                | 6      |
| 4    | Neymar              | Paris Saint-Germain | 6      |
| 7    | Wissam Ben Yedder   | Monaco              | 5      |
| 7    | Romain Del Castillo | Rennes              | 5      |
| 7    | Gaël Kakuta         | Amiens              | 5      |
| 7    | Gaëtan Laborde      | Montpellier         | 5      |
| 7    | Kylian Mbappé       | Paris Saint-Germain | 5      |
| 7    | Moses Simon         | Nantes              | 5      |
| 7    | Marco Verratti      | Paris Saint-Germain | 5      |

### Hållna nollor
| Rank | Spelare           | Klubb               | Hållna nollor |
| ---- | ----------------- | ------------------- | ------------- |
| 1    | Mike Maignan      | Lille               | 12            |
| 1    | Steve Mandanda    | Marseille           | 12            |
| 1    | Predrag Rajković  | Reims               | 12            |
| 4    | Ludovic Butelle   | Angers              | 11            |
| 4    | Keylor Navas      | Paris Saint-Germain | 11            |
| 6    | Alban Lafont      | Nantes              | 10            |
| 7    | Édouard Mendy     | Rennes              | 9             |
| 8    | Anthony Lopes     | Lyon                | 8             |
| 8    | Alexandre Oukidja | Metz                | 8             |
| 8    | Gerónimo Rulli    | Montpellier         | 8             |
| 8    | Matz Sels         | Strasbourg          | 8             |

### Hattricks
| Spelare             | För       | Mot           | Resultat | Datum             |
| ------------------- | --------- | ------------- | -------- | ----------------- |
| Casimir Ninga       | Angers    | Saint-Étienne | 4–1 (H)  | 22 september 2019 |
| Cristian Battocchio | Brest     | Strasbourg    | 5–0 (H)  | 3 december 2019   |
| Josh Maja           | Bordeaux  | Nîmes         | 6–0 (H)  | 3 december 2019   |
| Darío Benedetto     | Marseille | Nîmes         | 3–2 (B)  | 28 februari 2020  |